# OR11A1
OR11A1 (англ. Olfactory receptor family 11 subfamily A member 1) – білок, який кодується однойменним геном, розташованим у людей на короткому плечі 6-ї хромосоми. Довжина поліпептидного ланцюга білка становить 315 амінокислот, а молекулярна маса — 35 250.
| 10         |  | 20         |  | 30         |  | 40         |  | 50         |
| ---------- |  | ---------- |  | ---------- |  | ---------- |  | ---------- |
| MEIVSTGNET |  | ITEFVLLGFY |  | DIPELHFLFF |  | IVFTAVYVFI |  | IIGNMLIIVA |
| VVSSQRLHKP |  | MYIFLANLSF |  | LDILYTSAVM |  | PKMLEGFLQE |  | ATISVAGCLL |
| QFFIFGSLAT |  | AECLLLAVMA |  | YDRYLAICYP |  | LHYPLLMGPR |  | RYMGLVVTTW |
| LSGFVVDGLV |  | VALVAQLRFC |  | GPNHIDQFYC |  | DFMLFVGLAC |  | SDPRVAQVTT |
| LILSVFCLTI |  | PFGLILTSYA |  | RIVVAVLRVP |  | AGASRRRAFS |  | TCSSHLAVVT |
| TFYGTLMIFY |  | VAPSAVHSQL |  | LSKVFSLLYT |  | VVTPLFNPVI |  | YTMRNKEVHQ |
| ALRKILCIKQ |  | TETLD      |  |            |  |            |  |            |

A: Аланін

C: Цистеїн

D: Аспарагінова кислота

E: Глутамінова кислота

F: Фенілаланін

G: Гліцин

H: Гістидин

I: Ізолейцин

K: Лізин

L: Лейцин

M: Метіонін

N: Аспарагін

P: Пролін

Q: Глутамін

R: Аргінін

S: Серин

T: Треонін

V: Валін

W: Триптофан

Кодований геном білок за функціями належить до рецепторів, g-білокспряжених рецепторів, білків внутрішньоклітинного сигналінгу. 
Локалізований у клітинній мембрані.